# Dikella
Dikella  este un oraș în Grecia în Prefectura Evros.